# Park Mi-Hee
Park Mi-Hee (16 de febrero de 1973) es una deportista surcoreana que compitió en judo. Ganó una medalla de bronce en los Juegos Asiáticos de 1990 en la categoría de –52 kg.

## Palmarés internacional
| Juegos Asiáticos | Juegos Asiáticos | Juegos Asiáticos  | Juegos Asiáticos |
| Año              | Lugar            | Medalla           | Categoría        |
| ---------------- | ---------------- | ----------------- | ---------------- |
| 1990             | Pekín (China)    | Medalla de bronce | –52 kg           |